# Zalesie Krasieńskie (przystanek kolejowy)
Zalesie Krasieńskie – przystanek kolejowy w Zalesiu Kańskim, w województwie lubelskim, w Polsce.
Przystanek został oddany do użytku w 1983 roku. 

## Ruch pasażerski[2]
| Rok  | Wymiana pasażerska na dobę |
| ---- | -------------------------- |
| 2017 | 50-99                      |
| 2018 | 50-99                      |
| 2019 | 100-149                    |
| 2020 | 50-99                      |
| 2021 | 50-99                      |
| 2022 | 50-99                      |
| 2023 | 50-99                      |